# Nuoto sincronizzato ai campionati europei di nuoto 2018 - Singolo (programma tecnico)
La competizione di nuoto sincronizzato - Singolo tecnico dei Campionati europei di nuoto 2018 si è svolta la mattina del 6 agosto 2018 presso lo Scotstoun Sports Campus di Glasgow. Si sono contese il podio complessivamente 17 atlete.

## Medaglie
| Posizione | Atlete                | Paese   |
| --------- | --------------------- | ------- |
| Oro       | Svetlana Kolesničenko | Russia  |
| Argento   | Yelyzaveta Yakhno     | Ucraina |
| Bronzo    | Linda Cerruti         | Italia  |

## Risultati
| Pos. | Atlete                | Nazione       | Punti   |
| ---- | --------------------- | ------------- | ------- |
|      | Svetlana Kolesničenko | Russia        | 93.4816 |
|      | Yelyzaveta Yakhno     | Ucraina       | 91.3517 |
|      | Linda Cerruti         | Italia        | 90.2282 |
| 4    | Evangelia Platanioti  | Grecia        | 87.5937 |
| 5    | Irene Jimeno          | Spagna        | 87.5562 |
| 6    | Vasiliki Alexandri    | Austria       | 85.6352 |
| 7    | Vasilina Chandoška    | Bielorussia   | 84.9228 |
| 8    | Maureen Jenkins       | Francia       | 83.8695 |
| 9    | Kate Shortman         | Gran Bretagna | 82.7030 |
| 10   | Lara Mechnig          | Liechtenstein | 81.1587 |
| 11   | Marlene Bojer         | Germania      | 79.9606 |
| 12   | Vivienne Koch         | Svizzera      | 79.9221 |
| 13   | Nada Daabousová       | Slovacchia    | 79.1827 |
| 14   | Szofi Kiss            | Ungheria      | 76.4918 |
| 15   | Alžběta Dufková       | Rep. Ceca     | 74.5067 |
| 16   | Swietłana Szczepańska | Polonia       | 72.7499 |
| 17   | Hristina Damyanova    | Bulgaria      | 72.0210 |